# Ру (кана)
る в хирагане и ル в катакане — символы японской каны, используемые для записи ровно одной моры. В системе Поливанова записывается кириллицей: «ру», в международном фонетическом алфавите звучание записывается: /ɺɯ/. В современном японском языке находится на сорок первом месте в слоговой азбуке.

## Происхождение
る появился в результате упрощённого написания кандзи 留, а ル произошёл от кандзи 流.

## Написание
|  |  |

## Коды символов вкодировках
- Юникод:
  - る: U+308B,
  - ル: U+30EB.